# Vehne
Die Vehne ist ein Fließgewässer in den niedersächsischen Landkreisen Cloppenburg und Ammerland und Namensgeber für das Vehnemoor. Sein Name geht wahrscheinlich auf das friesisch-niederdeutsche Wort „veen“ (Moor) zurück. 

## Verlauf
Der etwa 38 km lange Fluss fließt in den Gemeinden Emstek, Cloppenburg, Garrel, Bösel und Edewecht. Er hat seine Quelle 2 km nördlich von Höltinghausen. Von hier fließt er in nördlicher Richtung, unterquert die Bundesstraße 213 und fließt weiter an Kellerhöhe, westlich an Beverbruch und
östlich an Garrel vorbei. Die Vehne bildet jetzt auf einem Teilstück die Grenze zwischen den Landkreisen Cloppenburg und Oldenburg. Östlich von Jeddeloh II kreuzt sie den Küstenkanal. Da sie anfangs den Kanal offen kreuzte, schwankte dessen Wasserstand und dieser musste durch Schleusen ausgeglichen werden. Abhilfe schuf der 1927 erfolgte Bau des Vehnedükers, der den Fluss seitdem mit einer Länge von 57 m und einem Durchmesser von 1,6 m unter der Sohle des Küstenkanals leitet, um unmittelbar neben der Bundesstraße 401 wieder aufzutauchen. Hier ändert er seinen Verlauf nach Westen, um bei Süd-Edewecht als linker Nebenfluss in die Aue zu münden, die im weiteren Verlauf das Zwischenahner Meer durchfließt.

## Begradigung
Das geringe Gefälle sowie ihr ursprünglich stark mäandernder Flusslauf führte am Unterlauf im Raum Jeddeloh häufig zu Überflutungen von Landwirtschaftsflächen. Daher wurde die Vehne von 1959 bis 1962 im Rahmen des Leda-Jümme-Projektes vom Küstenkanal bis zur Einmündung in die Aue auf einer Länge von 9,8 km profilmäßig ausgebaut und begradigt. Auch ihr Oberlauf ist überwiegend begradigt worden.

## Trivia
- Der Unterlauf der Vehne bildete bis 1803 die Grenze zwischen dem Herzogtum Oldenburg und dem Niederstift Münster.
- Bis weit ins 19. Jahrhundert existierten an der schiffbaren Vehne bei Edewecht bis zu acht Schiffshelgen, die z. T. hochseetaugliche Segelschiffe bauten. Für die Überführung wurde die Vehne in den Wintermonaten aufgestaut, so dass die Schiffe auf der ablaufenden Welle Richtung Ems fahren konnten.
- Bei Jeddeloh I wird das Gebiet, das südlich der Vehne liegt, als „Jenseits der Vehne“, das nördlich liegt, als „Diesseits der Vehne“ bezeichnet.
- 1494 entstand in Süd-Edewecht an der Vehne eine Wassermühle. Sie wurde mehrfach umgesetzt und 1923 an ihrem letzten Standort am heutigen „Kampweg“ abgebrochen.
- Unweit von diesem ehemaligen Mühlenstandort bestand in den 1930er Jahren in Süd-Edewecht (südlich der heutigen Siedlung „Evenkamp“ unmittelbar neben der ehem. Eisenbahnbrücke) eine Flussbadeanstalt an der Vehne. Das Baden wurde aber in dem einfachen Wasserbecken wegen der Verschlammung bald verboten.